# Нагово
Нагово — деревня в Старорусском районе Новгородской области, административный центр Наговского сельского поселения.

## География
Находится в южной части Новгородской области на расстоянии приблизительно 11 км на запад-северо-запад по прямой от железнодорожного вокзала города Старая Русса.

## История
На карте 1840 года уже была обозначена как поселение с 30 дворами. В 1908 году здесь (тогда село Дубовицкой волости Старорусского уезда Новгородской губернии) было учтено 50 дворов.

В деревне с конца VIII века стоит церковь  апостола Иоанна Богослов. Которую взорвали немцы при уходе в 1944 году. И отреставрированная 2011- 2015 годах. 

## Население
Численность населения: 266 человек (1908 год), 387 (русские 97 %) в 2002 году, 347 в 2010.